# ورزشگاه سینوبو
ورزشگاه سینوبو (انگلیسی: Sinobo Stadium) یک ورزشگاه فوتبال در پراگ، جمهوری چک است.
این ورزشگاه که در سال ۲۰۰۸ تأسیس شده دارای ۲۰٬۸۰۰ نفر ظرفیت است و ورزشگاه خانگی باشگاه فوتبال اسلاویا پراگ محسوب می‌شود.